# Cidades de Cherven
As Cidades de Cherven (em polonês: Grody Czerwieńskie, em ucraniano: Червенські городи, em tradução literal: "Cidades Vermelhas"), foi uma região disputada entre o Reino da Polônia e a Rússia de Quieve durante os séculos X e XI. 

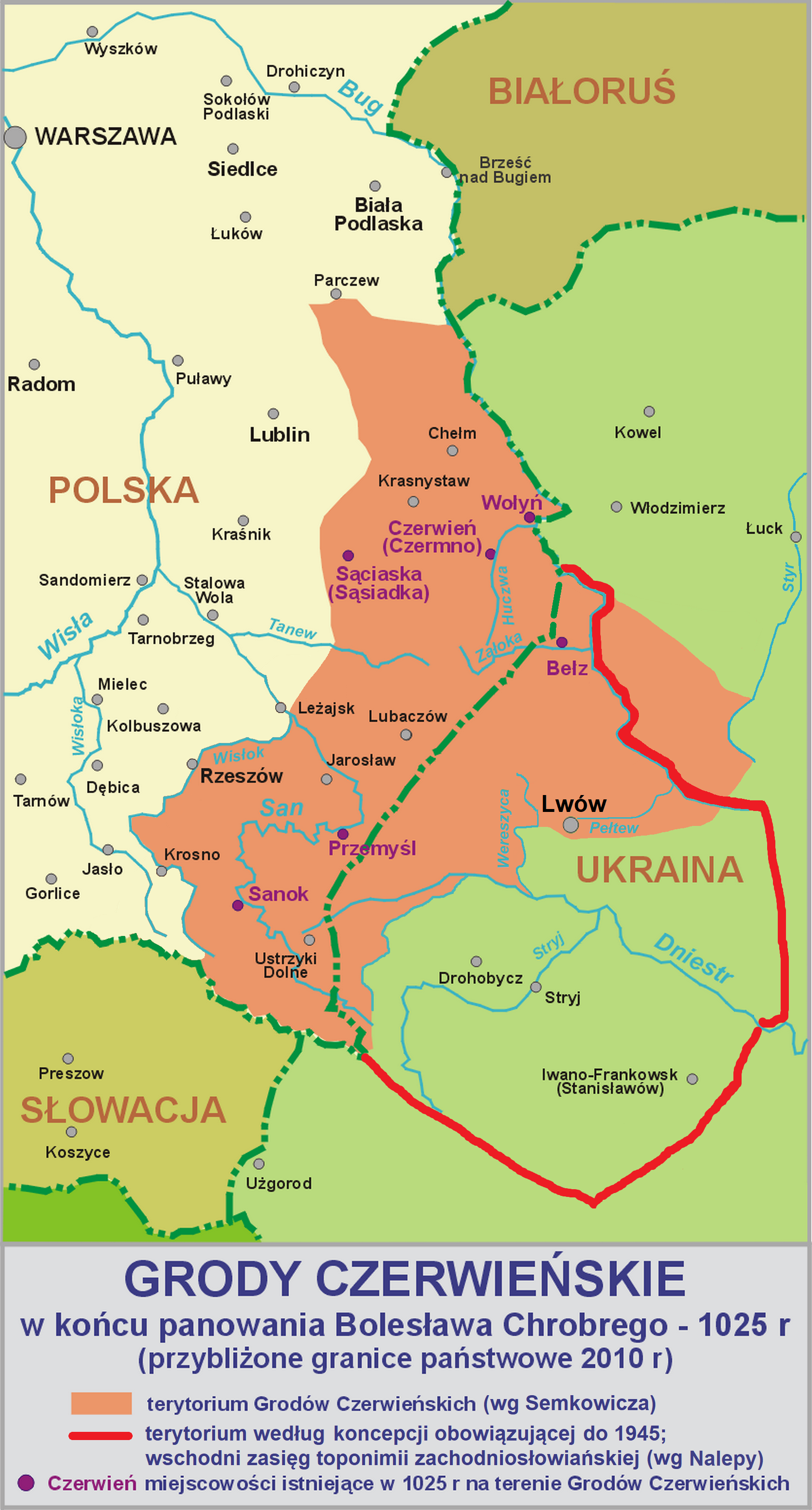
As Cidades de Cherven sobre as fronteiras contemporâneas.

## Etimologia
O nome "Cherven" provém da palavra "Czerwień" (língua protoeslava, traduzido como "vermelho"), que se refere a um antigo povoado eslavo localizado onde é a atual vila de Czermno na Comuna de Tyszowce.
A primeira menção as "Cidades de Cherven" ocorreu no antigo livro eslavo oriental "Crónica de Nestor".

## História
A etnicidade dos primeiros povos que habitaram a região é incerta e disputada entre historiadores Poloneses,Ucranianos e Russos porém, já está comprovado que a região foi habitada pelos Croatas Brancos.

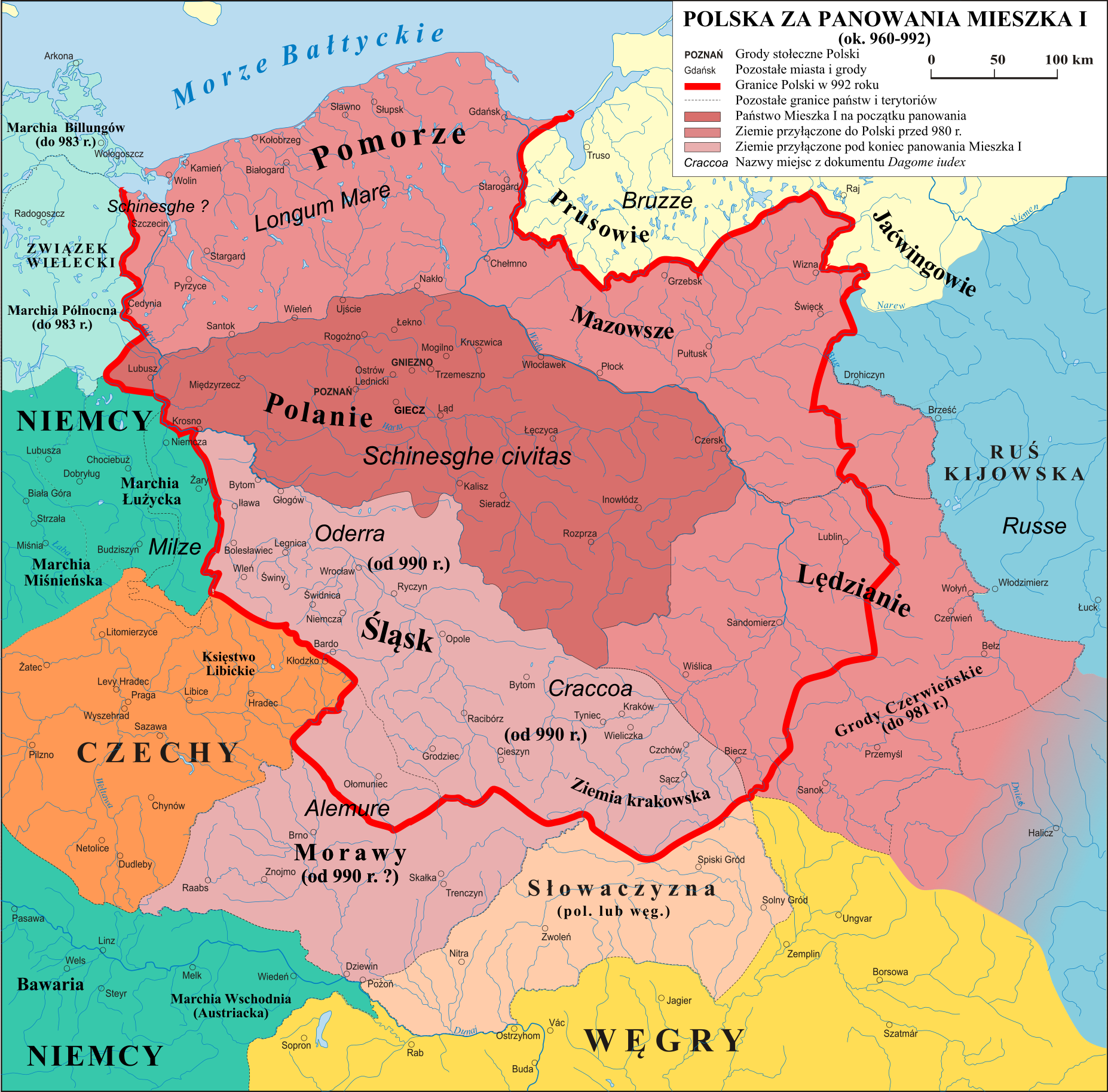
Mapa representativo das terras polonesas durante o governo de Miecislau I. As Cidades de Cherven estão sendo representadas no Sudeste do mapa.

Nos anos 970, o duque da Polônia Miecislau I conquistou a região,já em 981, o grão-príncipe de Quieve Vladimir I conquistou a cidade dos Poloneses. Em 1018, a Polônia sobre o duque Boleslau I reconquistou a região, a última campanha na região ocorreu quando, novamente, a Rússia de Quieve, governada pelo grão príncipe Jaroslau I, retomou controle sobre a região em 1031 com o pretexto de recuperar os territórios perdidos para os Poloneses em 1018.A região permaneceu controlada pela Rússia de Quieve até que, em decorrência da Invasão Mongol na Europa, o povoado histórico de Czerwień foi provavelmente saqueado e destruído.